# Осада Слуцка

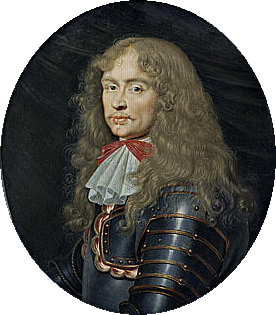
Богуслав Радзивилл — владелец Слуцка

Осада Слуцка — одна из осад русско-польской войны 1654—1667 годов, предпринятая в сентябре 1655 года войсками Русского царства и Гетманщины. 
Во главе гарнизона стоял военный губернатор города полковник Вильгельм Паттерсон. Во главе войск Русского царства стоял князь Алексей Трубецкой. Также в боях за Слуцк участвовали запорожские казаки. Во главе казаков стоял Василий или Иван Золотаренко. Все попытки взять Слуцк закончились неудачей. На протяжении всей русско-польской войны (1654—1667) Слуцк не был взят ни войсками Русского царства, ни войсками Гетманщины.

## Предыстория
Русско-польская война 1654—1667 годов началась неудачно для Речи Посполитой. В 1654 году войска Русского царства овладели рядом территорий на востоке Великого княжества Литовского (составной части Речи Посполитой). Особенно важной победой было взятие Смоленска 23 сентября 1654 года. Армия Великого княжества Литовского под командованием гетмана великого литовского Я. Радзивилла была окончательно разбита в сражении под Шепелевичами. Контратака армии Великого княжества Литовского зимой 1654/1655 годов была отбита русскими войсками. Далее войска Русского царства перешли в наступление, начали занимать новые территории.

## Силы сторон

### Состояние крепости накануне осады

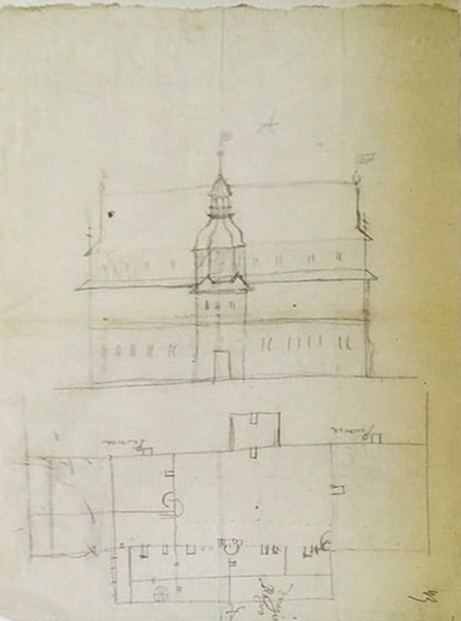
Слуцкая ратуша (1650)

Владец Слуцка Богуслав Радзивилл в 1630—1650-е годы сделал из Слуцка мощную крепость. Укрепление обороноспособности Слуцка проходило и в 1654 году. Летом 1654 года Богуслав Радзивилл увеличил слуцкий гарнизон, а слуцким губернатором назначил Вильгельма Паттерсона. После провала контрнаступления армии Великого Княжества Литовского зимой — весной 1655 года Радзивилл снова пополнил численность гарнизона. Теперь он насчитывал 1 000 профессиональных солдат. Также были мобилизованы местные мещане, из которых были сформированы 4 полка милиции (до 1800 человек), их задачей была охрана определённых участков крепости. С начала 1655 года происходила модернизация существующих и возведение новых укреплений. После поражения войск ВКЛ под Могилевом в 1655 году князь Богуслав Радзивилл приехал в Слуцк. Под его присмотром было закончено строительство новой цитадели и современных укреплений вокруг города.

### Численность русской армии
По версии польского историка К. Бабятинского, русский князь Алексей Трубецкой имел слабые силы. По версии белорусского историка А. Грицкевича, он имел 20 тысяч человек.

## Оборона Слуцка
2 сентября 1655 года русская армия под руководством князя Алексея Трубецкого подошла к Слуцку. Трубецкой расположился в Тройчанском монастыре. Он предложил Слуцку сдаться, на это слуцкий гарнизон ответил пушечными выстрелами.
В ночь на 3 сентября русские солдаты пошли на штурм города с криками «Царев город!». Однако солдаты гарнизона отбросили их, потеряв одного человека в бою.
6 сентября между русскими и случчанами состоялся артиллерийский бой, который русская армия проиграла. Далее войска Русского царства сожгли предместье Слуцка. Из-под осажденного Слуцка в 1655 году А. Н. Трубецкой писал царю: «…деревни, и хлеб, и сено, и всякие конские кормы мы по обе стороны жгли, и людей побивали, и в полон имали, и разоряли совсем без остатку, и по сторонам потому ж жечь и разорять посылали». Затем Трубецкой отступил от крепости, после чего пошел в сторону Несвижа, опустошая на своем пути Новогрудчину (были взяты и сожжены Клецк, Мир, Мышь, Столовичи и т. д.).
27 сентября 1655 года армия Трубецкого и отряды казаков (около 5 тысяч человек) пошли к Слуцку. Согласно версии польского историка К. Бабятинского, во главе казаков стоял Василий Золотаренко. Белорусский историк А. Грицкевича пишет, что Трубецкой пошел к городу вместе с казаками Ивана Золоторенко. То есть он либо сообщает об том, что во главе казаков стоял И. Золотаренко, либо просто не называет командира конкретных казацких частей.
Трубецкой снова начал переговоры о сдаче города, обещал различные льготы после капитуляции. Письма с предложением капитуляции отправляли офицерам, мещанам, губернатору. Командир слуцкого гарнизона военный губернатор города полковник Вильгельм Паттерсон отправил во вражеский лагерь узника с письмом, в котором говорилось, что Слуцк нужно добывать кровью, а не письмами.
Дальнейшие события в разных источниках описаны по-разному. Согласно версии белорусского историка А. Грицкевича, 29 сентября войска Трубецкого стали отступать по дороге на Козловичи и Любань. Узнав об этом, слуцкий губернатор Паттерсон во главе нескольких конных хоругвей стал преследовать их, но информация о столкновениях между ними отсутствует. Согласно версии польского историка К. Бабятинского, русские войска отступили 30 сентября, после того, как гарнизон ответил огнем на предложение сдаться.
30 сентября во время отступления от города арьергард русской армии сжег пригородную деревню Клепчаны.

## Результаты
Больше войска Русского царства не атаковали Слуцк. По мнению польского историка К. Бабятинского, «в значительной степени это было результатом политики, которую проводил владыка города (главным образом в отношении казаков), а также свидетельством мощи фортификации и гарнизона». На протяжении всей русско-польской войны (1654—1667) Слуцк не был взят ни войсками Русского царства, ни войсками Гетманщины.